# آنجلو روسو
آنجلو روسو (ایتالیایی: Angelo Russo؛ زادهٔ ۲۱ اکتبر ۱۹۶۱) هنرپیشه اهل ایتالیا است. وی از سال ۱۹۹۶ میلادی تاکنون مشغول فعالیت بوده‌است.
از فیلم‌هایی که وی در آن نقش داشته‌است، می‌توان به و اینک سکس اشاره کرد.